# جاگیرآباد
جاگیرآباد ، روستایی از توابع بخش زز و ماهرو شهرستان الیگودرز در استان لرستان ایران است که نام آن بر گرفته از نام مرحوم آجاگیر ولد آقنبر ولد آعلی اعظم حاجیوند نیای اعلای طایفه بزرگ جاگیری حاجیوند میباشد که هم اکنون طایفه بزرگ جاگیری حاجیوند ساکن این روستا میباشند

## جمعیت
این روستا در دهستان ماهرو قرار دارد و براساس سرشماری مرکز آمار ایران در سال ۱۳۸۵، جمعیت آن ۴۹ نفر (۹خانوار) بوده‌است.